# Gears of War 3
Gears of War 3 è uno sparatutto tattico in terza persona sviluppato da Epic Games, e seguito di Gears of War 2, pubblicato da Microsoft Game Studio. Inizialmente il titolo sarebbe dovuto uscire l'8 aprile 2011, ma è uscito il 20 settembre 2011 per motivi prettamente commerciali.

## Trama

### Antefatto
In Gears of War 2, Marcus Fenix e le forze COG furono costrette a distruggere Jacinto per inondare gli insediamenti delle Locuste e rallentare lo sviluppo degli Splendenti, Locuste che hanno subito dei mutamenti in seguito al contatto con un combustibile noto come Imulsion. Diciotto mesi dopo, gli umani si trasferirono sull'isola di Vectes per riorganizzarsi. In seguito a un periodo di relativa tranquillità, gli Splendenti cominciarono a emergere dal sottosuolo, mentre il presidente COG, Richard Prescott, fuggì per motivi ignoti. Privi di un leader, il COG oramai non esisteva più: nonostante ciò, erano ancora disposti a giocarsi il tutto per tutto per la sopravvivenza e di conseguenza si divisero per occupare i territori più sicuri rimasti. Il colonnello Victor Hoffman portò alcuni sopravvissuti ad Anvil Gate (teatro, anni prima, di un'importante battaglia delle Pendulum Wars che vide coinvolto proprio Hoffman), mentre la squadra Delta ed altri Gears, di cui fanno parte Marcus e il suo migliore amico Dominic Santiago, cominciarono a vivere nella CNV Sovereign, una nave.

### Atto 1
Mentre Augustus "Cole Train" Cole, Damon Baird e la loro squadra (composta da Samantha "Sam" Byrne e da Clayton Carmine, fratello dei due Carmine morti nei precedenti capitoli di Gears of War) cercano provviste ad Hanover (città in cui Cole aveva giocato a trashball), Marcus e i Delta (composti da Dom, Anya Stroud e il giovane Jace Stratton) ricevono la poco piacevole visita dell'ex presidente Prescott, il quale dice di avere una missione per Hoffman e consegna un disco dati a Marcus; in esso il protagonista scopre con stupore che suo padre, lo scienziato Adam Fenix, è ancora vivo e che ha trovato un modo per sconfiggere sia le Locuste sia gli Splendenti. Tuttavia la nave viene pesantemente attaccata dagli Splendenti. Anche Cole e i suoi vengono attaccati dagli Splendenti e scoprono inoltre che le Locuste sono ancora sopravvissute. Proprio mentre tutto sembra finire con l'intervento di un Leviatano Splendente, giungono Baird e la sua squadra che gettano dei Ticker sulla testa dell'enorme pesce e lo uccidono; tuttavia l'esplosione causata distrugge la nave e stordisce pesantemente tutti i soldati che saltano dalla nave, in procinto di esplodere.

### Atto 2
I Gears riescono a ritrovarsi abbastanza rapidamente, tuttavia Prescott viene ferito mortalmente durante uno scontro con i nemici; prima di morire, rivela a Marcus che suo padre è prigioniero di Myrrah, la regina delle Locuste, in una località chiamata Azura e consiglia al membro della squadra Delta di chiedere aiuto a Hoffman per rintracciare Azura, perché è in possesso di una chiave che permetterà loro di rintracciare Adam Fenix. Più tardi, però, i nostri gears scopriranno che inizialmente Adam Fenix era stato rapito dallo stesso Prescott e questo causa l'ira di Marcus. Nonostante ciò lui, Dom, Cole e Baird decidono di recarsi ad Anvil Gate. I COG sono costretti ad attraversare una serie di insediamenti delle Locuste, che appaiono però decisamente più "selvagge" rispetto alla norma; interviene addirittura la stessa regina Myrrah, che mette in guardia tutte le sue forze affinché impediscano agli umani di salvare il padre di Marcus. I Delta riescono a dirottare una chiatta delle Locuste per arrivare ad Anvil Gate più velocemente e, lungo il tragitto, salvano Dizzy, un meccanico apparso in Gears of War 2. Tuttavia interviene nuovamente Myrrah che, grazie al suo Tempest, distrugge la chiatta che trasporta i cinque Gears. Nonostante il pericolo, i cinque vengono salvati da Hoffman e da un gruppo di Gears; Marcus avverte loro che le Locuste stanno per attaccare Anvil Gate.

### Atto 3
Dopo aver respinto il pesante assalto nemico, intervengono anche gli Splendenti, che "schierano" addirittura un Berserker Splendente: la battaglia per uccidere il mostro sarà lunga. Subito dopo i Gears riescono a localizzare Azura, ma scoprono che è protetta da una barriera Maelstrom, un progetto segreto di Prescott che impedisce loro di infiltrarsi via aria o via terra. Hoffman allora suggerisce di arrivare ad Azura con un sottomarino situato ad Endeavour, una città situata nelle vicinanze, ma ha bisogno di carburante per il viaggio. Dom propone allora di recarsi a Mercy, sede di un centro di lavorazione dell'Imulsion, nonché luogo di nascita della defunta moglie Maria, e a Char. Il gruppo perciò si divide nuovamente: Hoffman rimane ad Anvil Gate, Cole, Baird e Carmine cercano rinforzi per il definitivo attacco che si terrà ad Azura e il resto dei Gears incominciano il loro viaggio in cerca del carburante e del sottomarino. A Mercy, però, Marcus, Dom e gli altri scoprono con orrore che anche gli esseri umani possono essere infettati dall'Imulsion, mutandosi così in Splendenti. Durante uno scontro con gli Splendenti umani e le Locuste, Dom si sacrifica salendo a bordo di un veicolo e schiantandosi contro i serbatoi di Imulsion, incenerendo gli avversari e permettendo a Marcus e agli altri compagni di scappare: l'atto termina con Marcus Fenix, incredulo e impietrito, che guarda il camion in fiamme con cui Dom ha compiuto il suo ultimo atto eroico e salvato i suoi amici.

### Atto 4
Tornati a Char, entrano in contatto con degli arenati "capitanati" da un certo Aaron Griffin che odiano i COG per aver sacrificato buona parte dell'umanità per distruggere le Locuste durante il giorno dell'emersione. Griffin consente di dare loro del carburante, a patto che gli stessi Marcus, Anya, Sam e Jace si dirigano verso l'edificio principale della Griffin Imulsion Corporation e lo portino nel covo degli arenati; per evitare sorprese da parte dei Gears, Griffin si prende Dizzy come ostaggio minacciandoli. Scoperti altri Splendenti umani, i Gears riescono nella missione, ma arrivano le Locuste ad attaccare il covo degli arenati e sopravvivono solo i cinque Gears e Griffin; quest'ultimo, furibondo, offende pesantemente i membri del COG, salvo poi essere insultato lui stesso da Marcus Fenix, nell'unico momento in cui, probabilmente, il protagonista della saga perde letteralmente la pazienza e la sua fama da "stoico" dicendo di aver appena perso suo fratello, Dominic Santiago. In seguito si recano a Endeavour, dove è situato il sottomarino. Dopo aver riparato e ricaricato il veicolo di carburante, i COG partono per Azura; il viaggio tuttavia non sarà semplice, data la presenza di torrette sottomarine, mine, strani pesci giganti e un enorme Leviatano.

### Atto 5
Dopo essere passati sotto il Maelstorm, i COG notano che Azura è stata costruita per fornire protezione agli umani d'èlite, coloro in grado di interrompere una volta per tutte le Locuste: tuttavia i nostri eroi si accorgono immediatamente che non vi sono superstiti. Dopo tanti anni, Adam Fenix riesce ad entrare in contatto con Anya e con il figlio Marcus; in questa comunicazione lo scienziato rivela che l'Imulsion non è un semplice carburante, ma bensì un organismo vivente in grado di modificare e controllare i corpi e le menti di chi vi si espone troppo a lungo. Successivamente dà alla squadra le istruzioni per disattivare il Maelstorm, combattendo nel frattempo contro le Locuste, giunte anch'esse per recuperare Adam. Poco dopo i rinforzi COG raggiungono Azura; Marcus, Cole, Baird e Anya si dirigono all'hotel in cui è tenuto prigioniero Adam, mentre Sam e Jace vanno ad aiutare il resto dei Gears. La situazione però non migliora, perché alla battaglia si uniscono anche gli Splendenti. Lungo la strada, i COG affrontano nuovamente Myrrah, che rivela come Adam sappia da oltre vent'anni del problema delle Locuste, lasciando così dei dubbi nei quattro Gears. Tuttavia i COG salvano Adam: questi ha sviluppato un'onda energetica che distruggerà qualsiasi cellula infettata dall'Imulsion ed annienterà gli Splendenti e le Locuste; ecco perché venti anni fa Myrrah aveva chiesto ad Adam Fenix di risolvere il problema, perché la sua gente stava cominciando ad essere infettata con frequenza dall'Imulsion, ma il padre di Marcus, pur tentando di trovare una cura per salvare la gente di Myrrah, non c'è riuscito: così si spiega l'E-Day e la guerra delle Locuste contro l'umanità. Marcus e la sua squadra scortano Adam sul generatore di energia che metterà in pratica il suo piano, ma interviene di nuovo Myrrah a bordo del suo Tempest, che distruggono un Raven sul quale vi era Clayton Carmine. Grazie al Martello dell'Alba, arma che lo stesso Adam Fenix contribuì a costruire, il Tempest e la regina delle Locuste vengono sconfitti. Appena il generatore raggiunge la massima potenza, la macchina entra in azione e, come previsto dallo scienziato, lancia un'onda che uccide tutti gli Splendenti e le Locuste su Sera. Adam rivela però, a sorpresa, che neanche lui sopravviverà, avendo iniettato l'Imulsion nel suo corpo per comprenderne lo sviluppo; dice a Marcus di vivere la sua vita per lui e poco dopo si disintegra in un mucchio di cenere. Mentre Marcus si dispera per la morte del padre che aveva ritrovato da poco, Myrrah, sopravvissuta all'attacco precedente, accusa Adam di essere un arrogante assassino sanguinario. Marcus colpisce Myrrah con il coltello di Dom, uccidendola.
Il gioco termina con i membri superstiti del COG che fanno festa (incluso Clay Carmine, incredibilmente sopravvissuto all'esplosione del Raven), tranne Marcus, il quale viene però confortato da Anya.
Così, con Marcus e Anya su uno sfondo di tramonto, cala il sipario.

## Modalità di gioco
La novità principale è la CO-OP fino ad un massimo di quattro giocatori, l'introduzione di tre personaggi femminili: Samantha Byrne, Anya Stroud, che nei capitoli precedenti è la guida di Marcus e Bernadette Mataki; sono presenti anche due nuovi personaggi maschili: Jace Stratton, protagonista della prima storia della versione a fumetti, Clayton Carmine, il maggiore dei fratelli Carmine.
Sono presenti anche nuove armi, come un fucile a doppia canna (Sawed Off), e il vecchio modello del Lancer (usato nelle Pendulum Wars), chiamato Lancer Retrò, con una normale baionetta al posto della classica motosega; ci sono anche altre armi, come una bomba incendiaria, una nuova arma chiamata Digger Launcher (una sorta di lanciagranate i cui proiettili viaggiano nel sottosuolo fino a colpire il nemico), il One Shot che può abbattere anche nemici molto forti con un solo colpo, una torretta equipaggiata con Lancer Retrò e la Gorgon, pistola utilizzata dai Kantus, presente dal secondo capitolo che diventa automatica.

### Multiplayer
Ci sono molte novità a partire dalla presenza di server dedicati che vanno a sostituire l'host (server non presenti in Italia). Per quanto riguarda le modalità di gioco, oltre alle già note, ce ne saranno di nuove, come quella denominata "Beast", molto simile alla modalità Orda del secondo capitolo (comunque presente anche in questo), con la differenza che non si utilizzeranno i soldati COG, ma vari tipi di locuste, iniziando con una più debole il ticker fino ad arrivare alle potenti Berseker si avanzerà fino a un massimo di 12 ondate per colpetarlo.
Le vecchie modalità sono comunque presenti come Zona di Guerra, Esecuzione e Compagno. Team Deathmatch è una modalità totalmente nuova simile a Zona di Guerra ma le squadre hanno 15 vite o respawn. C'è anche Cattura il Leader, che è la fusione tra Guardiano e Sottomissione in cui ogni squadra avrà un leader da difendere cercando di catturare quello avversario, una volta catturato, il leader può rendere colui che lo ha catturato incapace di sparare per pochi secondi premendo il tasto B aiutando la propria squadra nel tentativo di liberarlo, in questa modalità il leader non può essere ucciso in nessun modo ma solo abbattuto per essere successivamente catturato e possiede il Tac-Com (tasto LB), capace di vedere sia alleati che nemici, rendendo il gioco di squadra indispensabile.
Per quanto riguarda la campagna in CO-OP, si potrà giocare, come nei capitoli precedenti, offline fino a due giocatori, e fino a quattro giocatori su Xbox Live.
È stato migliorato il sistema di livelli che serviranno per sbloccare nuove skin per le armi, nuovi personaggi e modificatori per le partite private. Inoltre ci sono moltissime medaglie da poter sbloccare facendo alcune "missioni" online come fare 800 headshot ecc...

### Online
Mappe
- Trashball: Una mappa incentrata su uno stadio vecchio e rovinato di Trashball, presenti in essa ci saranno molti corridoi e altrettante riparazioni sulle zone laterali, mentre la parte centrale sarà piena di mine; inoltre sarà possibile far crollare un tabellone segnapunti posto al centro, che cadendo nel momento opportuno ucciderà anche qualche nemico.
- Resa dei conti: Questa mappa è ambientata in un supermarket abbandonato, tetro e reduce da un bombardamento, il soffitto è piuttosto basso e al centro della mappa sono posti una serie di scaffali che renderanno difficoltosa la visibilità.
- Trincee: Essa è basata su cunicoli molto stretti ed intrecciati tra loro, fino a comporre tre percorsi diversi. È oltretutto presente un bunker, ed un evento dinamico come la tempesta di sabbia che raggiungerà anche i cunicoli fino in profondità.
- Città vecchia: Mappa piuttosto larga, renderà più facile il gioco di squadra.
- Bacino a secco: Mappa basata su un molo abbandonato, si può vedere anche una nave in costruzione.
- Banco di sabbia: Mappa enorme, forse un po' troppo, basata su una spiaggia.
- Mercy: Mappa ambientata in una piazza, con una fontana degradata e inghiottita dalla vegetazione. Il nome è dato dalla città che si incontra nella modalità Battaglia.
- Ingorgo: Remake della mappa già presente in Gears of War 1 e come DLC nel 2

Modalità
- Zona di Guerra: Classica modalità di Gears of War presente nei precedenti giochi della serie. 5 vs 5, la prima squadra che uccide i 5 giocatori dell'altra squadra vince. Si rinasce all'inizio di ogni turno.
- Esecuzione: Modalità identica a Zona di Guerra solo che se si viene abbattuti bisogna essere uccisi o con una esecuzione di un'arma o con proiettili sparati a estrema vicinanza, altrimenti il giocatore potrà tornare in gioco una volta finito il tempo di dissanguamento.
- Re della collina: Modalità simile ad Annex dei precedenti capitoli, incentrata sulla conquista di determinate zone delimitate da un anello luminoso che cambierà zona nell'arco di pochi secondi, a differenza dei primi capitoli i punti che una zona concede a una squadra scaleranno anche se la zona è neutrale.
- Cattura il leader: Appare come una fusione tra Guardiano e Sottomissione di GoW2, ogni squadra dovrà catturare il leader avversario (Presidente Prescott per gli umani, Regina Myrrah per le locuste) e trattenerlo per trenta secondi. Ogni giocatore avrà un fumogeno a disposizione utile a liberare la preda, tuttavia il leader avrà scopi fondamentali come indicare la zona della mappa in cui si trova, oltre che la possibilità diretta di liberarsi.
- Team Deathmatch: Molto simile al classico Deatmatch, ogni squadra avrà a disposizione un massimo di quindici respawn, obiettivo del gioco è farle consumare tutte per vincere per poi ripetere l'azione fino ad un massimo di tre volte.

Armi Nuove
Riprende tutte le armi presenti in Gears of War 2 con l'aggiunta e la modifica delle seguente armi.
- Monocolpo: Fucile a lungo raggio, molto potente ed alquanto rumoroso, quando un giocatore lo utilizza si può notare un laser prima giallo e poi rosso (pronto a sparare) che indica la traiettoria del proiettile, è capace di perforare qualsiasi scudo, in ricarica attiva e uccide il nemico con un solo colpo. Si ha 3 colpi a disposizione e 1 in canna.
- Fucile a canne mozze: Arma a doppia canna, a corto raggio, capace di uccidere fino a tre nemici nello stesso tempo. Si ha 5 colpi a disposizione quando si nasce e un massimo di 8 quando si raccolgono e 1 colpo in canna.
- Granata incendiaria: Nuova granata che darà fuoco a tutto ciò che troverà sul proprio cammino. Si ha 2 granate da cui non si può scappare.
- Digger Launcher: Arma capace di sparare nel terreno una sorta di proiettile/scavatore organico, che scavando dei cunicoli sottoterra, raggiungerà il nemico per ucciderlo, molto rumoroso e si nota facilmente la traiettoria siccome lascia una scia di terreno protuberante quando viene sparato. Si ha 3 colpi a disposizione e 1 in canna.
- Lancer Retrò: Antenato del moderno lancer molto impreciso se si spara incessantemente, ma si raddoppia il danno, presenta al di sotto di esso una baionetta, in grado di impalare i nemici tenendo premuto il tasto B. Si ha 210 colpi massimi e 30 in canna.
- Lancer: Arma presente anche nei vecchi titoli solo che nella nuova edizione la motosega non può più essere fermata da un colpo avversario.
- Hammerburst: Arma presente anche nei vecchi titoli, è stata migliorata nel mirino(iron sight) e vi è anche la possibilità di una visuale in prima persona.
- Pistola Gorgon: Arma presente in Gears o War 2 in questa edizione è passata da semiautomatica a automatica.

Premi della Beta
Sono stati annunciati contenuti sbloccabili nella versione completa di Gears of War 3 tramite la esclusiva Beta Multiplayer:
- Medaglia Beta Tester: Completando un Match nella beta si sbloccherà la seguente medaglia che sarà portata nel profilo del gioco completo di Gears of War 3
- Trashball Cole: Completare 50 match nella beta per sbloccare la skin da "trashball" di Cole. Poi completare altri 10 Match nella beta con Cole e la skin da "trashaball" attiva per trasferirla nel gioco completo.
- Pendulum Lancer d'oro: Completare 90 Match nella beta per sbloccarlo su essa e realizzare 100 uccisioni per trasferirlo nel gioco completo
- Flaming Hammerbust: Completare un Match nella beta entro domenica 24 aprile 2011 per sbloccare questa variante [sbloccabile solo dai possessori della Epic Edition di Bulletstorm (inizio beta: 18 aprile 2011) in quanto per tutti gli altri, che avranno ordinato Gears of War 3 da GameStop entro l'inizio della beta che avverrà lunedì 25 aprile 2011]
- Flaming Lancer: Completare un Match nella beta durante la settimana del 25 aprile 2011 (25 aprile 2011-1º maggio 2011)
- Flaming Sawed-Off Shotgun: Completare un Match nella beta durante la settimana del 2 maggio 2011 (2 maggio 2011-8 maggio 2011)
- Flaming Gnasher Shotgun: Completare un Match durante la settimana del 9 maggio 2011 (9 maggio 2011-15 maggio 2011)

La beta si è conclusa, lunedì 15 maggio 2011.

## Personaggi
- SOLDATI COG, ALLEATI ED ARENATI:

Marcus Fenix, protagonista di tutta la saga, veterano. La sua voce italiana è di Stefano Albertini.
Dominic Santiago, compagno di Marcus e con l'unico desiderio di vendicare sua moglie Maria ed i suoi 2 figli. La sua voce italiana è di Matteo Zanotti.
Damon Baird, l'ingegnere presente in tutti i capitoli, nonostante sia molto cinico e scontroso pare esser diventato più cordiale nell'ultimo capitolo. La sua voce italiana è di Oliviero Cappellini.
Augustus "Cole Train" Cole, ex giocatore di Trashball (Sport fittizio simile al Football Americano), presente in tutti i capitoli sempre in coppia con Baird. La sua voce italiana è di Luca Catanzaro.
Clayton Carmine, il più esperto, nonché il più forte fisicamente dei fratelli Carmine, desideroso di vendicare i suoi fratelli caduti nei capitoli precedenti del gioco.
Jace Stratton, Il membro più giovane della squadra. Appare più spesso nella saga di fumetti di Gears of War.
Presidente Richard Prescott, presidente dei C.O.G., non va d'accordo con i Gears.
Anya Stroud, tenente dei C.O.G., in questo capitolo combatterà in prima linea con i gears.
Samanta Byrne "Sam", veterana dei gears, pare abbia una relazione con Baird, poi smentita da Baird stesso alla fine della missione Appesi ad un filo.
Dizzy Wallin, meccanico, pilota e veterano dei gears.
Bernadette Mataki "Bernie", nuovo personaggio, cecchino abilissimo. Durante le Guerre Pendulum è stata il Sergente di Marcus e Dom, figura solo per breve tempo.
Adam Fenix, padre di Marcus dato per morto da anni, appare con un messaggio su un computer, sa come annientare gli splendenti ma prima deve essere liberato.
Victor Hoffman, colonnello dei C.O.G, combatterà accanto a Bernadette Mataki. La sua voce italiana è di Raffaele Fallica.
Aaron Griffin, potente arenato che incontreremo nella città di Char. Odia il C.O.G. con tutto se stesso e maledice Marcus alla fine della sua comparsa.
Guardia Onyx, gears d'élite al servizio di Prescott, i due a guardia del Presidente sono Lowe e Rivera, nomi rivelati nei vari libri della saga Gears.
- LOCUSTE:

### Drone
soldato base delle locuste, solitamente armato di hammerburst.

### Drone Savage
drone scampato all'inondazione di jacinto e regrediti ad un livello selvaggio. armati spesso di lancer retrò o hammerburst.
hanno una corazza bianca molto rudimentale.

### Granatiere
rango dei droni e specializzati (come dice il nome) nelle armi esplosive sono SEMPRE armati di fucile gnasher e granate
granatieri Elite: identici ai granatieri normali tranne per il fatto che è più corazzato

### Cecchino
droni specializzati nell'uso delle armi da distanza

### Miner
come dice il nome i miner scavavano assieme ai corpser

### Spotter
Locusta che solitamente monta una torretta Troika

### Bolter
soldato delle locuste armato solamente di una pistola Boltok, da cui prende il nome

### Wretch (abietto)
"animale" nativo del vuoto utilizzato dalle locuste come cani da battaglia.
sono i primi ad essere diventati splendenti

### Ticker
"animali" nativi del vuoto usati dalle locuste come bombe-anticarro/uomo

#### Wild Ticker
I Wild Ticker sono "animali" selvatici che vengono allevati dalle locuste per trasformarli in mine antiuomo/carro.

#### Beast Rider (montamostro)
Il Beast Rider porta sempre con sé un Hummerburst e all'occorrenza lancia anche granate.

#### Theron Guard
soldato dell'elite delle locuste, armato di lancer o di fucile gnasher e arco torque

#### Palace guard
membri della guardia theron difensori del palazzo della regina nel 2 capitolo, ora difendono Azura

#### Cyclop
Soldato armato di Lancer. Se il giocatore gli dà le spalle, verrà immediatamente squartato dalla baionetta.

#### Savage Marauder
È un granatiere ma con una tendenza al fuoco.
Gli appiccafiamme preferiscono l'inferno, che scatenano con il loro Scorcher (lancia fiamme).
Sono vulnerabili nella scena dove portano bombole di gas per alimentare la loro arma.

#### Golden Hunter
Personaggio delle locuste sbloccabile e giocabile nel multigiocatore.

#### Generale RAAM
Il generale RAAM è una guardia Theron nera, nonché generale delle locuste. Ucciso da Marcus nel primo capitolo della saga, è possibile incontrarlo acquistando il DLC "RAAM,s shadow",
che sbloccherà una nuova campagna di circa 2 ore e i suoi personaggi (I membri della squadra Zeta e la Theron élite).

#### Myrrah, regina delle locuste
Myrrah è la regina che domina sulle locuste, alimentandone l'ira. La si può incontrare alla fine del primo capitolo e nel secondo quando scappa con un River.
Nel terzo capitolo della serie verrà pugnalata da Marcus vendicando Dominic Santiago e tutti quella che aveva ucciso.

#### Trashball Drone
```
                      Kantus
```

È definito lo sciamano delle locuste, poiché è in grado di curare gli alleati con uno strano rituale che però viene effettuato in breve tempo (quando lo effettua diventa bianco). 
È in grado di emettere un urlo che stordisce i nemici ed è equipaggiato con pistola gorgon e granate a inchiostro.
Nonostante la sua mole (2.50 m di altezza) è estremamente agile ed è anche vulnerabile alla motosega del lancer.

#### Boomer
I Boomer sono delle temibili locuste più robuste e resistenti che usano il Boomshot, un lanciagranate pericolosissimo.

#### Boomer Savage
Questi Boomer sono sopravvissuti (come i droni savage) all'inondazione di Jacinto. Usano il Digger, un'arma che scava sotto terra per poi esplodere.

#### Grinder
I Grinder non sono altro che Boomer più corazzati e resistenti che possiedono un Mulcher, un'arma molto simile al minigun.

#### Mauler
I Mauler sono dei Boomer che possiedono uno scudo e un flagello esplosivo. Per ucciderli facilmente è assestare un colpo alla testa con l'arco torque o sparare ai piedi, visto che lo scudo
non è molto grande. Se il giocatore si avvicina troppo, verrà ucciso al primo colpo.

#### Butcher
Non è altro che un Boomer equipaggiato con una mannaia

#### Brumak
È un essere incredibilmente grande, più alto di un Centauro COG e più pericoloso, armato di cannone esplosivo e di enormi mitragliatrici in ambo le braccia è una delle migliori armi delle locuste, è sotto il controllo di un montamostro.

## Contenuti scaricabili
Sono stati distribuiti i seguenti DLC:
The Horde Command Pack (data di uscita 1º novembre 2011, costo 800 mp) aggiungerà 3 personaggi in più, tre mappe e potenziamenti vari per la modalità orda.
I personaggi aggiuntivi sono: Bernadette Mataki, una guardia onyx e dizzy con la divisa da meccanico.
Le mappe aggiuntive sono: Azura, Ruggine e Scia di sangue (Azura e Ruggine erano presenti già nella versione rubata di Gears, Scia di sangue è il remake di Assetati di sangue, mappa di Gears of War 2).
Versus Booster Map Pack (data di uscita 24 novembre 2011, gratis) aggiungerà due mappe presenti su Gears of War: Palude, Torre.
RAAM's Shadow (data di uscita 13 dicembre 2011, costo 1200 mp) aggiungerà una campagna nuova dalla durata di tre ore dove il protagonista sarà Michael Barrick comandante della squadra Zeta (conosciuto da chi ha letto i fumetti). Il nostro obiettivo sarà evacuare Ilima City. Sarà anche possibile visionare le vicende dal punto di vista del Generale RAAM. Per il multiplayer verranno aggiunti sei nuovi personaggi oltre il Chocolate Weapon Set. Tra questi 6 personaggi ci saranno: Tai Kaliso, RAAM, Michael Barrick, Min Young Kim, Alicia Valera (personaggio nuovo) più un Theron Elite (o Onyx Theron). Si potrà trovare nel corso dell'avventura un Retrò Sawed-Off Shotgun, esclusivo dell'avventura al momento, con il quale si potrà caricare come con il Retrò Lancer
Fenix Rising (data di uscita 17 gennaio 2012, costo 800 mp) aggiungerà 4 nuovi personaggi: Trashball Cole ( prima ottenibile solo nella beta), Recluta Clyton, Savage Kantus (prima ottenibile solo col preordine da amazon), Savage Marauder e 5 nuove mappe: Accademia, Bassifondi, Escalation, Fortezza e Prigione. Inoltre darà ai giocatori la possibilità del ReUp, ossia prestigi secondari, che consente al giocatore di azzerare il livello, una volta arrivato al 100, per 3 volte cambiando il colore del numero (Bianco, Verde, Rosso e Azzurro).
Force of Nature (data di uscita 27 marzo 2012, costo 800 mp) aggiungerà 4 nuovi personaggi: Commando Dom (prima ottenibile solo col preordine da GameStop), Mechanic Baird (prima ottenibile solo col preordine da Bestbuy), Savage Grenadier Elite (prima ottenibile solo col preordine di Walmart), Savage Hunter e 5 nuove mappe: Artiglieria, Ripercussione, Baia, Jacinto e King Raven Abbattuto. Inoltre vi sono 7 nuove skin per le armi: Ivory, FL4K, Vixen, Ultra Violet, Midnight, Major League e Hype ottenibili facendo determinati obbiettivi aggiuntivi. Infine è stato anche reintrodotto la modalità Guardiano di Gears of War.
Per chi ha acquistato il Season Pass, ovvero ha già comprato tutti i DLC annunciati in anticipo al prezzo di 2400 mp, è disponibile una skin per le armi chiamata "Liquid Metal". Inoltre, per chi ha acquistato l'abbonamento Xbox Live Gold 12+2 di Gears of War 3 avrà un codice extra per la skin "Crimson Omen Lancer".

## Accoglienza
| Testata     | Giudizio |
| ----------- | -------- |
| Giant Bomb  | 5/5      |
| Spaziogames | 9,3/10   |
| Multiplayer | 9,5/10   |
| G4TV        | 10/10    |

Dopo la pubblicazione, Gears of War 3 ha ricevuto un plauso pressoché unanime, guadagnando una percentuale di consensi pari al 91.32% su GameRankings e un punteggio di 91/100 su Metacritic. IGN, con un punteggio di 9/10, l'ha definito "la spettacolare conclusione di una delle più memorabili e acclamate saghe di videogiochi." Game Informer ha attribuito un punteggio di 9.5/10, affermando che "Gears 3 è un'idea fantastica e vicina alla perfezione."
Dopo che Eurogamer ha attribuito un punteggio di 8/10, Cliff Bleszinski ha affermato "Mi dà fastidio che la gente consideri Gears 2 migliore di Gears 3, perché so che Gears 3 è un gioco migliore sotto ogni aspetto." I suoi commenti sono stati criticati da Destructoid e GamePro: i recensori di quest'ultima rivista hanno affermato che "è da egoisti considerare una recensione come negativa, quando è invece favorevole."
Inoltre il titolo è stato nominato miglior esclusiva per Xbox 360 nel 2011.